# Hipertensió essencial
La hipertensió essencial (o hipertensió primària, o rarament anomenada hipertensió idiopàtica) és la forma d'hipertensió que per definició no té cap causa identificable (és idiopàtica). És el tipus d'hipertensió més comú, que afecta el 95% dels pacients amb hipertensió; sol ser familiar i probablement és la conseqüència d'una interacció entre factors ambientals i genètics. La prevalença de la hipertensió arterial essencial augmenta amb l'edat, i els individus amb pressió arterial relativament alta a les edats més joves tenen un major risc per al posterior desenvolupament d'hipertensió.